# Lyonesse
Lyonesse je v artušovské legendě království, které se během jediné noci potopilo do hlubin Keltského moře. Mělo se se rozkládat mezi britským mysem Land's End, který je nejzápadnějším bodem Cornwallu a ostrovy Scilly. Království mělo mít úrodnou půdu, několik měst a více než stočtyřicet kostelů. Tristan byl synem Melioda, krále Lyonesse, a jeho dědicem, nikdy však svou vládu v důsledku potopení země nenastoupil. K zániku království mělo dojít 11. listopadu 1089 či 1099.

## Jak zmizela Lyonesse
Nejranější písemnou zprávu o ztracené zemi u pobřeží Cornwallu je itinerář Williama z Worcesteru z 15. století. Zmiňuje se v něm o "lesích a polích a 140 farních kostelích, jež jsou všechny nyní potopeny mezi Mountem a ostrovy Scilly". Autor ale utonulé zemi neudává žádné jméno. Kromě toho leží na půli cesty mezi Koncem světa a ostrovy Scilly skupina skal zvaná Sedm kamenů. Ta ohraničuje oblast známou v cornwallštině jako Tregva ("obydlí"). Rybáři hlásili, že tu vylovili kusy dveří a oken. Cornwallský historik William Borlase, píšící v roce 1753, poukázal jako na náznak ztracené země na řady kamenů, které vybíhají na pobřeží v Samson Flats na ostrovech Scilly. Protože vypadají jako zídky mezi poli, byly považovány za dílo lidských rukou a ve dvacátých letech se objevila teorie, že to byly skutečně starodávné hranice polí postavené v době bronzové. Oceánografové však dnes říkají, že aby moře zaplavilo to, co bylo kdysi obdělávanou půdou, musela by za poslední 3 tisíce let stoupnout hladina oceánu o více než 3,7 metru. Přijatelnější teorie je že "zdi" byly pastmi na ryby, jež se vždy za nejvyššího přílivu zavíraly. 

## Lyonesse v artušovské legendě
Cornwallský starožitník Richard Carew byl asi prvním, kdo ztotožnil tuto ztracenou zemi s Lyonesse z artušovské legendy. Jeho zpráva o tom se objevila v díle Williama Camdela Britannia a později v jeho vlastním Přehledu Cornwallu (1602). Napsal: "A celé vetřelecké moře ukořistilo celou zemi Lyonesse spolu s rozličnými jinými kusy nemalého rozsahu; a že taková Lyonesse tu vskutku byla, o tom zůstaly dosud důkazy. Prostor mezi Koncem světa a ostrovy Scilly, jehož jest asi 30 mil, podržel do dnešního dne ono jméno v cornwallském jazyce -Lethosow- a má nepřetržitou hloubku 40-60 sáhů, což je ve vlastním panství moře věc nikoli obvyklá." Příběh o Lethosowu vyprávěný v Carewově době zněl tak, že když se přihnalo moře a zatopilo kraj, unikl muž jménem Trevilian, který cválal na bílém koni těsně před vlnami. To bylo všeobecně považováno za původ erbu Trevelyanů - koně vystupujícího z moře. V artušovské romanci je Lyonesse jméno domova hrdiny Tristana, synovce krále Marka a milence Markovy ženy Iseult (Izoldy). Protože Mark byl krále Cornwallu , usoudil Carew nebo jiný autor, že cornwallská "ztracená země" a Lyonesse jsou jedno a totéž. Jakmile byly tyto země ztotožněny, začaly se vyhřívat na výsluní artušovské legendy. Lord Tennyson tam umístil Artušův dvůr Kamelot.

## Souvislost s Kelty
Příběh Lethosowu/Lyonesse má svůj protějšek v Bretani, kde leží pod zálivem Douarnenez potopeno veliké město Ker-Is. Potopě unikl jen král Gradlon, který stejně jako Tristan cválal na bílém koni před záplavou. Oba příběhy jsou spojeny s hrdiny ze 6. století a oba patří ke keltské oblasti oné doby, mohlo jít docela dobře o lokální pohromu způsobenou výjimečně vysokým příbojem.